# Spanish Guitar
Spanish Guitar è un singolo discografico della cantante statunitense Toni Braxton, pubblicato nel 2000.

## Il brano
Il brano è stato scritto da Diane Warren e prodotto da David Foster. Esso è stato estratto dal terzo album in studio di Toni Braxton The Heat.

## Tracce
- Maxi Singolo (GER/AUS)

1. Spanish Guitar (radio mix) – 4:30
2. Spanish Guitar (Mousse T.'s radio mix) – 4:07
3. Spanish Guitar (HQ² radio edit) – 4:11
4. Spanish Guitar (Royal Garden Flamenco mix) – 4:35
5. Spanish Guitar (Eiffel 65 radio edit) – 4:30

## Video
Il videoclip della canzone è stato diretto da Bille Woodruff e vede la partecipazione di Kamar de los Reyes.

## Classifiche
| Classifica (2000-01) | Posizione massima |
| -------------------- | ----------------- |
| Italia               | 38                |
| Stati Uniti          | 98                |